# VM i skak 1966
VM i skak 1966 var en match som stod mellem den regerende verdensmester i skak Tigran Petrosian fra Sovjetunionen og udfordreren hans landsmand Boris Spasskij, som fandt sted i Moskva, Sovjetunionen 11. april – 8. juni 1966. Matchen gjaldt 24 partier med sejr til titelholderen ved uafgjort 12 – 12. Petrosian vandt matchen 12½ – 11½, men havde allerede afgjort mesterskabet, da han bragte sig foran 12 – 10.

## Baggrund
Boris Spasskij var en af fire spillere som havde delt førstepladsen i interzoneturneringen i Amsterdam 1964. De tre øvrige var hans landsmænd, eksverdensmestrene Vassilij Smyslov og Mikhail Tal, samt Bent Larsen fra Danmark. Derudover var der to spillere, som fik glæde af, at kun tre spillere fra samme land kunne kvalificere sig til kandidatturneringen: Boris Ivkov fra Jugoslavien og Lajos Portisch fra Ungarn var sluttet efter Leonid Stein og David Bronstein, men gik videre pga. denne regel. Paul Keres var som toer i den forudgående kandidatturnering kvalificeret direkte.
To stærke spillere deltog slet ikke i denne VM-cyklus:
- Mikhail Botvinnik, som blev verdensmester i 1948 og som med held havde forsvaret eller efter en tabt match havde tilbageerobret verdensmesterskabet frem til VM i skak 1963, hvor han tabte til Petrosian og ikke længere havde ret til en revanchematch. Botvinnik trak sig herefter fra spil om verdensmesterskabet og hans plads direkte i kandidatturneringen gik i stedet til nr. tre i den forudgående kandidatturnering, Efim Geller.
- Bobby Fischer, USA havde i forbindelse med den forudgående kandidatturnering, hvor han endte på en fjerdeplads, klaget til verdensskakforbundet FIDE over turneringssystemet i turneringen, som tillod spillere fra Sovjetunionen at spille indbyrdes remis og dermed spare kræfter til andre modstandere. FIDE havde efterfølgende ændret reglerne, så man spillede efter et knockoutsystem, men Fischer havde alligevel nægtet at stille op.

### Kandidatturneringens tabel
|  | Kvartfinaler Bedst af 10 partier | Kvartfinaler Bedst af 10 partier | Kvartfinaler Bedst af 10 partier |     |          | Semifinaler Bedst af 10 partier | Semifinaler Bedst af 10 partier | Semifinaler Bedst af 10 partier |  |  | Finale Bedst af 12 partier | Finale Bedst af 12 partier | Finale Bedst af 12 partier |
|  |                                  |                                  |                                  |     |          |                                 |                                 |                                 |  |  |                            |                            |                            |
|  |                                  | Boris Spasskij                   | 6                                |     |          |                                 |                                 |                                 |  |  |                            |                            |                            |
|  |                                  | Paul Keres                       | 4                                |     |          |                                 |                                 |                                 |  |  |                            |                            |                            |
|  |                                  | Paul Keres                       | 4                                |     | Spasskij | 5½                              |                                 |                                 |  |  |                            |                            |                            |
|  |                                  |                                  |                                  |     | Spasskij | 5½                              |                                 |                                 |  |  |                            |                            |                            |
|  |                                  |                                  | Geller                           | 2½  |          |                                 |                                 |                                 |  |  |                            |                            |                            |
|  |                                  | Efim Geller                      | Geller                           | 2½  | 5½       |                                 |                                 |                                 |  |  |                            |                            |                            |
|  |                                  | Efim Geller                      |                                  |     | 5½       |                                 |                                 |                                 |  |  |                            |                            |                            |
|  |                                  | Vassilij Smyslov                 | 2½                               |     |          |                                 |                                 |                                 |  |  |                            |                            |                            |
|  |                                  |                                  |                                  |     |          |                                 |                                 |                                 |  |  |                            | Spasskij                   | 7                          |
|  |                                  |                                  |                                  | Tal | 4        |                                 |                                 |                                 |  |  |                            |                            |                            |
|  |                                  | Mikhail Tal                      | 5½                               |     |          |                                 |                                 |                                 |  |  |                            |                            |                            |
|  |                                  | Lajos Portisch                   | 2½                               |     |          |                                 |                                 |                                 |  |  |                            |                            |                            |
|  |                                  | Lajos Portisch                   | 2½                               |     | Tal      | 5½                              |                                 |                                 |  |  |                            |                            |                            |
|  |                                  |                                  |                                  |     | Tal      | 5½                              |                                 |                                 |  |  |                            |                            |                            |
|  |                                  |                                  | Larsen                           | 4½  |          |                                 |                                 |                                 |  |  |                            |                            |                            |
|  |                                  | Bent Larsen                      | Larsen                           | 4½  | 5½       |                                 |                                 |                                 |  |  |                            |                            |                            |
|  |                                  | Bent Larsen                      |                                  |     | 5½       |                                 |                                 |                                 |  |  |                            |                            |                            |
|  |                                  | Boris Ivkov                      | 2½                               |     |          |                                 |                                 |                                 |  |  |                            |                            |                            |

## Matchregler
Reglerne for matchen var de samme, man havde brugt i de forudgående VM-matcher: Bedst af 24 partier, mesteren beholder titlen ved uafgjort.

## Styrkeforholdet inden matchen
Spasskij blev regnet for den stærkeste spiller på dette tidspunkt. Dels havde han spillet overbevisende i kandidatturneringen, hvor han havde elimineret Paul Keres, Efim Geller og i finalen eksverdensmester Mikhail Tal. Dels havde han en stribe turneringssejre i årene op til matchen.
Petrosian havde vundet verdensmesterskabet i 1963 ved at besejre Mikhail Botvinnik 12½ – 9½. Mellem 1963 og 1966 havde han svingende resultater, men viste storform ved en træningsturnering op til matchen i januar 1966 i Moskva, hvor han vandt en dobbeltrundet turnering med seks deltagere ved at score 8½ af 10 mulige mod Viktor Kortsjnoj, Jurij Averbakh, Vladimir Simagin, Leonid Sjamkovitsj og Isaak Boleslavskij, som alle var erfarne stærke stormestre.

## Matchresultat
Matchen var allerede afgjort efter 22. parti ved stillingen 12 – 10 til Petrosian, der dermed havde mindst uafgjort og dermed beholdt titlen, men matchreglerne foreskrev, at der skulle spilles til man havde fundet en vinder eller 24 partier.
| VM matchen Petrosian-Spasskij, 1966 | VM matchen Petrosian-Spasskij, 1966 | VM matchen Petrosian-Spasskij, 1966 | VM matchen Petrosian-Spasskij, 1966 | VM matchen Petrosian-Spasskij, 1966 | VM matchen Petrosian-Spasskij, 1966 | VM matchen Petrosian-Spasskij, 1966 |
| Parti                               | Dato (1966)                         | Hvid                                | Sort                                | Resultat                            | I alt Petrosian                     | I alt Spasskij                      |
| ----------------------------------- | ----------------------------------- | ----------------------------------- | ----------------------------------- | ----------------------------------- | ----------------------------------- | ----------------------------------- |
| 1                                   | 11. april                           | Spasskij                            | Petrosian                           | ½ - ½                               | ½                                   | ½                                   |
| 2                                   | 13. april                           | Petrosian                           | Spasskij                            | ½ - ½                               | 1                                   | 1                                   |
| 3                                   | 15. april                           | Spasskij                            | Petrosian                           | ½ - ½                               | 1½                                  | 1½                                  |
| 4                                   | 18. april                           | Petrosian                           | Spasskij                            | ½ - ½                               | 2                                   | 2                                   |
| 5                                   | 20. april                           | Spasskij                            | Petrosian                           | ½ - ½                               | 2½                                  | 2½                                  |
| 6                                   | 22. april                           | Petrosian                           | Spasskij                            | ½ - ½                               | 3                                   | 3                                   |
| 7                                   | 25. april                           | Spasskij                            | Petrosian                           | 0 - 1                               | 4                                   | 3                                   |
| 8                                   | 27. april                           | Petrosian                           | Spasskij                            | ½ - ½                               | 4½                                  | 3½                                  |
| 9                                   | 29. april                           | Spasskij                            | Petrosian                           | ½ - ½                               | 5                                   | 4                                   |
| 10                                  | 2. maj                              | Petrosian                           | Spasskij                            | 1 - 0                               | 6                                   | 4                                   |
| 11                                  | 4. maj                              | Spasskij                            | Petrosian                           | ½ - ½                               | 6½                                  | 4½                                  |
| 12                                  | 6. maj                              | Petrosian                           | Spasskij                            | ½ - ½                               | 7                                   | 5                                   |
| 13                                  | 11. maj                             | Spasskij                            | Petrosian                           | 1 - 0                               | 7                                   | 6                                   |
| 14                                  | 13. maj                             | Petrosian                           | Spasskij                            | ½ - ½                               | 7½                                  | 6½                                  |
| 15                                  | 16. maj                             | Spasskij                            | Petrosian                           | ½ - ½                               | 8                                   | 7                                   |
| 16                                  | 18. maj                             | Petrosian                           | Spasskij                            | ½ - ½                               | 8½                                  | 7½                                  |
| 17                                  | 20. maj                             | Spasskij                            | Petrosian                           | ½ - ½                               | 9                                   | 8                                   |
| 18                                  | 23. maj                             | Petrosian                           | Spasskij                            | ½ - ½                               | 9½                                  | 8½                                  |
| 19                                  | 27. maj                             | Spasskij                            | Petrosian                           | 1 - 0                               | 9½                                  | 9½                                  |
| 20                                  | 30. maj                             | Petrosian                           | Spasskij                            | 1 - 0                               | 10½                                 | 9½                                  |
| 21                                  | 1. juni                             | Spasskij                            | Petrosian                           | ½ - ½                               | 11                                  | 10                                  |
| 22                                  | 3. juni                             | Petrosian                           | Spasskij                            | 1 - 0                               | 12                                  | 10                                  |
| 23                                  | 6. juni                             | Spasskij                            | Petrosian                           | 1 - 0                               | 12                                  | 11                                  |
| 24                                  | 8. juni                             | Petrosian                           | Spasskij                            | ½ - ½                               | 12½                                 | 11½                                 |

## Matchens partier
Tekst mangler, hjælp os med at skrive teksten